# Baskische Sprachpolitik
Die Baskische Sprachpolitik Spaniens ist Ausdruck sprachlicher Autonomie. Spanisch ist Nationalsprache, aber der baskischen Minderheit wird gesetzlich die Möglichkeit zu einer eigenständigen Sprachenpolitik gegeben. Bei mehrsprachigen Staaten wird in der Sprachstatusplanung zwischen Einsprachigkeit, Schutz von Sprachminderheiten, sprachlicher Autonomie, sprachlichem Föderalismus und institutionalisierter Mehrsprachigkeit unterschieden. Seit 1918 setzt sich die Euskaltzaindia, die Akademie der baskischen Sprache, für die Bewahrung der in Spanien und Frankreich gesprochenen Sprache ein. In den späten 1960er Jahren hat sie eine standardisierte Schriftsprache des Baskischen geschaffen. Hauptakteure der baskischen Sprachpolitik sind die Hizkuntza Politikarako Sailburuordetza (bask.) / Viceconsejería de Política Lingüística (span.) der baskischen Regierung sowie die staatliche Universität des Baskenlandes (bask. Euskal Herriko Unibertsitatea; span. Universidad del País Vasco).

## Identifizierung mit dem Baskischen
Das Baskische ist die einzige lebende nicht-indogermanische Sprache in Westeuropa. Sie ist die älteste lebende Sprache Europas. Allerdings verkleinert sich das Sprachgebiet seit Jahrhunderten. Im 19. Jahrhundert hat die Industrialisierung – mit ihren innerspanischen Migrationsbewegungen aus dem armen Süden in das Zentrum Bilbao – diese Entwicklung beschleunigt. Im spanischen Bürgerkrieg begann Franco damit, das Baskische zu unterdrücken. Franco betrachtete das Baskische als identitätsstiftend. Deshalb verfolgte er eine nationalistisch-zentralistische Sprachpolitik mit repressivem Charakter, indem er den offiziellen Gebrauch jeder anderen Sprache als dem Kastilischen verbot. Es galt die Ideologie „ein Volk, ein Staat, eine Sprache“. Der Sprachunterricht fand nur noch in den ikastolak, den illegalen Sprachschulen, statt. Erst in den 1960er Jahren lockerten sich die Verbote. Wenige Jahre nach Francos Tod wurde das Baskische in den drei Provinzen des Baskenlandes – in abgestufter Form auch in Navarra – zur kooffiziellen Sprache. In Gipuzkoa/Guipúzcoa, Bizkaia/Vizcaya und Araba/Álava sprechen etwa 550 000 der 2,1 Millionen Einwohner Baskisch. Hinzu kommen rund 90 000 Sprecher außerhalb des Baskenlandes. Baskisch wird zwar als Teil der nationalen Identität betrachtet, aber der Spracherwerb bereitet erhebliche Mühe. Zum Erwerb einer mündlichen Basiskompetenz werden rund 1500 Unterrichtsstunden gebraucht. Einer Legende nach habe selbst der Teufel es aufgegeben, Baskisch zu lernen. Aufgrund dessen ist die Identifizierung mit dem Baskischen weniger ausgeprägt, als es bei den anderen Minderheitensprachen der Fall ist.

## Die rechtlichen Grundlagen der Sprachstatusplanung
In der Verfassung der Zweiten Republik von 1931 ist die sprachliche Situation Spaniens erstmals geregelt worden. Darin wurde der allgemeine und verpflichtende Charakter des Kastilischen festgeschrieben (Artikel 4). Gleichzeitig eröffnete die Verfassung die Möglichkeit der Bildung in den Sprachen der autonomen Gemeinschaften (Artikel 50).
Die spanische Verfassung von 1978 brachte eine enorme rechtliche Verbesserung für das Baskische. Sie regelt den Status der auf spanischem Territorium gesprochenen Sprachen. Im Artikel 3 heißt es:

«El castellano es la lengua oficial del Estado. Todos los españoles tienen el deber de conocerla y el derecho de usarla. Las demás lenguas españolas serán también oficiales en las respectivas Comunidades Autónomas, de acuerdo con sus Estatutos. La riqueza de las distintas modalidades linguísticas de España es un patrimonio cultural que será objetivo de especial respeto y protección.»

„Das Spanische (Kastilische) ist die offizielle Sprache des Staates. Jeder Spanier hat die Pflicht, sie zu kennen, und das Recht, sie zu verwenden. Die anderen spanischen Sprachen gelten auch offiziell in den jeweiligen Autonomen Regionen, im Einklang mit ihren Statuten. Der Reichtum der verschiedenen sprachlichen Ausdrucksweisen Spaniens ist ein Kulturgut, das besonderen Respekt und Schutz verdient.“

Der weitere Status der Sprachen ist in den Autonomiestatuten geregelt. Die Autonomiestatuten sind institutionelle Grundnormen, deren Ratifizierung mittels Organgesetzen erfolgt. In Spanien gibt es sechs autonome Regionen: Katalonien, Valencia, Balearische Inseln, Galicien, Navarra und Baskenland. Alle Autonomien verfügen über Gesetze, in denen die Sprachenpolitik geregelt ist. Darin wird festgestellt, dass alle Schüler im Schulunterricht die spezifische Sprache ihrer Region lernen sollen. Allerdings ist die sprachliche Distanz zwischen dem Spanischen und dem Baskischen – von den Einheimischen Euskera genannt – erheblich größer als jene zwischen den übrigen – durchgängig romanischen – Sprachen. Deshalb „hat sich die Sprachförderung der Tatsache stellen müssen, dass nur ein kleiner Teil der Bevölkerung in der Lage ist, Baskisch zu sprechen. Die Sprachenpolitik hat sich darauf konzentriert, die Kenntnis und die Benutzung vorrangig über das Bildungswesen zu fördern“. Weniger als die Hälfte der Bevölkerung des Baskenlands spricht Euskera.
In Artikel 6 der Ley Orgánica 3/1979 heißt es:

«1. El euskera, lengua propia del Pueblo Vasco, tendrá como el castellano, carácter de lengua oficial en Euskadi, y todos sus habitantes tienen el derecho a conocer y usar ambas lenguas.

2. Las instituciones comunes de la Comunidad Autónoma, teniendo en cuenta la diversidad sociolingüística del País Vasco, garantizarán el uso de ambas lenguas, regulando su carácter oficial, y arbitrarán y regularán las medidas y medios necesarios para asegurar su conocimiento.

3. Nadie podrá ser discriminado por razón de la lengua.»

„1. Das Baskische, die ursprüngliche Sprache des baskischen Volkes, soll wie das Spanische den Status einer offiziellen Sprache im Baskenland einnehmen, und alle Bewohner haben das Recht, beide Sprachen zu kennen und zu sprechen.

2. Unter der Berücksichtigung der soziolinguistischen Diversität des Baskenlandes garantieren die regionalen Einrichtungen der Autonomen Region den Gebrauch beider Sprachen, regulieren ihren offiziellen Charakter und regulieren und bestimmen die erforderlichen Maßnahmen und Mittel, um ihre Beherrschung zu sichern.

3. Niemand soll aus sprachlichen Gründen diskriminiert werden.“

## Das Baskische in der Verwaltung
Nach der Einführung des Baskischen als offizielle Sprache dauerte es noch bis 1989, bis Programme zur Stärkung des Baskischen als Verwaltungssprache aufgelegt wurden. Ziel war es, zu garantieren, dass in der Verwaltung anteilig so viele bilinguale Sprecher wie in der baskischen Gesellschaft anzutreffen sind. In allen Bereichen der Verwaltung wurden Sprachkurse in den Arbeitstag integriert oder schichtweise Angestellte für die Sprachkurse freigestellt. Für die erste Planungsperiode des Programms von 1990 bis 1995 wurde knapp 9.000 Angestellten (ca. 34 % der baskischen Angestellten im Öffentlichen Dienst) ein obligatorischer Plan zum Erlernen der Sprache vorgelegt, der von fast 90 % der Angestellten erfüllt wurde. Die folgende Planungsperiode lief bis 2002 und hatte zum Ziel, dass 70 % der Angestellten im Öffentlichen Dienst sowohl Spanisch als auch Baskisch mündlich wie schriftlich beherrschen. Unterstützt werden die Bemühungen im Verwaltungswesen durch UZEI, eine Institution, die sich mit den Bereichen Terminologie und Lexikografie beschäftigt und die alte und teilweise mit recht einfachen Begriffen arbeitende baskische Sprache modernisiert. Es werden neue technische, juristische und verwaltungstechnische Begriffe entwickelt, die den Anforderungen einer sich rapide verändernden Welt genügen. Außerdem wurde als Hilfsinstrument für die Angestellten des Öffentlichen Dienstes die Datenbank Euskalterm geschaffen, in der die Angestellten bei Fragen zur sich entwickelnden Verwaltungssprache nachschlagen können. Die dritte Planungsperiode von 2003 bis 2007 hatte ähnliche Inhalte wie die zweite. Die vierte Planungsperiode 2008 bis 2012 hatte das Ziel, das Baskische als selbstverständliche Alltagssprache zu etablieren. Es war geplant, etwa 2000 Verwaltungsangestellte in das Programm einzubeziehen. Dadurch sollte den Bürgern die Möglichkeit eröffnet werden, bei ihren Behördenbesuchen zwischen Baskisch und Spanisch zu wählen.

## Das Baskische im Erziehungssystem
Eine wesentliche Rolle im baskischen Erziehungswesen spielen die früher illegalen Ikastolak, die baskischen Sprachschulen. Entstanden waren sie schon 1920 – vor dem Autonomiestatut – und hatten bis 1937 einen starken Einfluss auf das Erziehungswesen im Baskenland. Sie waren eine privat finanzierte Elterninitiative. Unter der Herrschaft Francos wurden sie verboten und erst Ende der 1950er, Anfang der 1960er Jahre wurden vereinzelt wieder Ikastolak zugelassen. Ab 1969 wurden sie von der Kirche mitgetragen. Nachdem die Schülerzahlen in den 1960ern und 1970ern stark zugenommen hatten, wurden die Ikastolak nach der Transition zur wichtigen Stützen baskischer Sprachenpolitik. Nach dem Statut von Guernica gewann die baskische Sprache aber auch in der Regelschule an Bedeutung. 1975 besuchten rund 50 000 Kinder diesen Schultyp, das waren mehr als 10 Prozent der infrage kommenden Schüler. Mit dem baskischen Autonomiestatut sind die Ikastolak vollständig legalisiert worden. Inzwischen kann man an einigen Ikastolak einen regulären Hochschulabschluss erwerben. Im Schuljahr 2012/2013 besuchten 50 400 Schüler eine Ikastola und 4300 Lehrer unterrichteten dort.
1982 wurde das Euskararen Erabilera Normalizatzeko Oinarrizko Legea (bask.) / Ley Básica de Normalización del Uso del Euskera (span.) verabschiedet. Es sah eine Normalisierung der Sprache und die Baskisierung des Beamtentums vor. Die gesetzlich festgeschriebene Sprachpolitik bestand darin, dass Beamte der öffentlichen Verwaltung baskisch beherrschen müssen, damit alle administrativen Vorgänge in dieser Sprache durchgeführt werden können. Auch die schulische Bildung in der baskischen Sprache sollte gefördert werden. Das Gesetz nennt drei Schulmodelle, die auch noch heute ihre Gültigkeit haben (im Baskischen fehlt der Buchstabe „C“):
- Modell A: Spanisch ist Unterrichtsfach. Das Baskische wird drei bis fünf Stunden pro Woche als Zweitsprache unterrichtet.

- Modell B: Spanisch und Baskisch sind Unterrichtssprache.

- Modell D: Baskisch ist Unterrichtssprache. Spanisch wird drei bis fünf Stunden pro Woche als Zweitsprache unterrichtet.

Als dieses Gesetz wirksam geworden ist, hatten etwa ein Viertel der Schüler Baskisch als Unterrichtssprache. 2006 hatten 79 Prozent der Grundschüler und 61 Prozent der Sekundarschüler ihren Unterricht auf Baskisch. Es wird davon ausgegangen, dass dadurch ein guter Beitrag zum Spracherhalt und zur Sprachrevitalisierung geliefert wird. Dies wird auch auf die Wechselbeziehung zwischen dem Unterricht und der außerschulischen gesellschaftlichen Situation der – mit erheblichem Prestige umworbenen – baskischen Sprache zurückgeführt.
An diesen Zahlen gemessen ist die Sprachenpolitik der Regierung der Autonomen Region des Baskenlandes erfolgreich, was die Etablierung des Baskischen als Unterrichtssprache angeht. Besonders interessant ist jedoch, dass die Entwicklung nicht hin zu einer gleichberechtigten Bilingualität im Erziehungssystem führt, sondern das Modell D begünstigt, bei dem das Spanische nicht mehr als ein Unterrichtsfach ist.
Die Universität des Baskenlandes (bask. Euskal Herriko Unibertsitatea; span. Universidad del País Vasco) besteht seit 1980. Für den universitären Bereich wurden zwei Pläne zur Normalisierung beschlossen, 1990 und 1999. Der letzte endete im Studienjahr 2003/2004. Zu dieser Zeit begann der Bologna-Prozess, sodass Englisch in den Studienplänen vorherrscht. In den Schulen wächst die Belegung des Modells D kontinuierlich an. Dieser Trend setzt sich bei den Eingangsprüfungen der Universitäten fort. 2006/2007 meldeten sich erstmals mehr Abiturienten für die Eingangsprüfung auf Baskisch als auf Spanisch an. Dementsprechend wurden auch die Anstrengungen verstärkt, um Lehrmaterialien auf Baskisch zu schaffen. Von 1997 bis 2006 lag der Anteil der von der Universität auf Baskisch publizierten Bücher bei 41 Prozent.
Im Rahmen der baskischen Sprachpolitik wurden verschiedene Modelle für Universitätsabschlüsse geschaffen, aus denen die Studenten ihren Abschluss wählen können. Bei Modell A wird der komplette Studieninhalt auf Baskisch vermittelt. Modell B1 vermittelt den Stoff der Hauptfächer im ersten und zweiten Studienjahr auf Baskisch, während bei Modell B2 der Unterricht im ersten Jahr komplett auf Baskisch stattfindet und in den darauffolgenden Jahren nur die Hauptfächer auf Baskisch angeboten werden. Bei Modell C findet der Unterricht nur im ersten Jahr komplett auf Baskisch statt, danach auf Spanisch, Modell D vermittelt schließlich nur die Hauptfächer im ersten Jahr auf Baskisch.
Die vermehrten Anstrengungen im schulischen und universitären Sektor brachten auch die Notwendigkeit einer besseren Ausbildung der Lehrer und einer besseren Ausstattung der Schulen und Universitäten mit sich. Zu diesem Zweck wurden im Rahmen des IRALE-Programms großflächig Lehrer durch Baskischsprachkurse weitergebildet. Außerdem wurden Lehrmaterialien entwickelt: in gedruckter Form wie auch audio-visuelles Material und Lernsoftware.
Insgesamt lässt sich feststellen, dass die baskische Regionalregierung in den letzten Jahren ihre personellen, finanziellen und organisationellen Bemühungen um die baskische Sprache vor allem im Bildungswesen beträchtlich verstärkt hat. Der Erfolg dieser Politik hat die baskische Regierung veranlasst, für die laufende Planungsperiode den Schwerpunkt ihrer Politik wieder mehr in Richtung Erwachsenenbildung zu verlagern, um das Baskische wieder als Alltagssprache in den Familien zu etablieren, nachdem – Angaben der Euskaltzaindia zufolge – die Jugend in ihrem Freundeskreis zum großen Teil wieder Baskisch spricht.

## Die baskische Sprache in den Medien
Im Jahr 1938 waren die baskischsprachigen wie auch die zweisprachigen Medien – zu dieser Zeit ausschließlich Zeitungen –, z. B. La Voz de Navarra, El Día, Euzkadi Argia und Ekin, von Francisco Franco verboten und die vielfältige Presselandschaft zerstört worden. Zwischen 1945 und 1952 sendete erstmals der illegale Rundfunksender „Radio Euskadi – die Stimme des baskischen Untergrunds“ auf Kurzwelle von einem Standort in den französischen Pyrenäen aus. 1961 wurde wieder gesendet, aus Venezuela. Bis Anfang der 1980er Jahre lag die Presselandschaft im Baskenland vollständig brach, so schwankte der Marktanteil der baskischsprachigen Zeitungen zwischen 0 % und 4 %, und 1980 sendete das spanische Fernsehen wöchentlich 18 Minuten auf Baskisch gegenüber 5.400 Minuten auf Spanisch.
Nach dem Autonomiestatut von Gernika begann – mit Hilfe finanzieller Unterstützung der EAJ/PNV-Regierung – der Wiederaufbau der baskischen Medien. So wurde 1982 mit Euskal Irrati Telebista der erste Fernsehsender gegründet, der im gesamten Baskenland sendet. Die baskische Regierung subventioniert außerdem Presseerzeugnisse, sofern sie einen Selbstfinanzierungsanteil von mindestens 30 % aufweisen können. Trotz der intensiven Unterstützung durch die Regierung hat sich die ursprüngliche Vielfalt im Bereich der baskischsprachigen Druckerzeugnisse jedoch noch nicht wieder eingestellt. Selbst die den radikalen Nationalisten nahestehende Zeitung Gara verfasst nur einen Teil der Artikel auf Baskisch, da mit der spanischen Sprache immer noch eine breitere Leserschaft erreicht werden kann.
Bis 2003 war die 1990 gegründete Zeitung Euskaldunon Egunkaria die einzige vollständig auf Baskisch geschriebene Tageszeitung. Mit einer täglichen Auflage von 12.000 Exemplaren erreichte sie auch nur einen Bruchteil der Bevölkerung. Egunkaria wurde 2003 auf Veranlassung des spanischen Richters Baltasar Garzón unter dem Verdacht der ETA-Finanzierung geschlossen, die Schließung wurde als verfassungswidrig eingestuft. Der Nachfolger von Egunkaria ist die ebenfalls nur auf Baskisch erscheinende Tageszeitung Berria.
Ein weiteres vollständig baskischsprachiges Medium ist die wöchentlich erscheinende Zeitschrift Argia mit einer Auflage von 10.000 Exemplaren. Daneben existieren noch Zeitschriften für Jugendliche – mit Auflagen zwischen 2.500 und 8.000 Exemplaren – und Magazine, die sich mit Spezialthemen wie Literatur, Wissenschaft, Religion oder Wirtschaft beschäftigen, deren Auflage aber 1.500 Exemplare nicht übersteigt. Zusätzlich werden von vierzig Gemeinden lokale Zeitungen finanziert und kostenlos verteilt, um die baskische Sprache zu fördern.
Im Bereich des Radios und des Fernsehens hat sich in den letzten Jahren einiges getan, vor allem die baskischsprachigen Radiostationen haben in den letzten Jahren einen stetigen Hörerzuwachs zu verzeichnen, die aktuelle Zahl liegt bei ca. 330.000 Hörern täglich, verteilt auf die drei großen Radiostationen Euskadi Irratia (gegründet 1982), Radio Euskadi, das über Satellit mit einem halbstündigen Programm täglich in der ganzen Welt zu empfangen ist, sowie den 1990 gegründeten Jugendsender Euskadi Gaztea. Einen kleineren Anteil der Hörerschaft stellen die zahlreichen Lokalsender wie Radio Vitoria. Neben dem bereits erwähnten Fernsehsender Radio Televisión Vasca (baskisch Euskal Irrati Telebista) wurde mit dem Canal Vasco ein Fernsehsender für die Basken in Nord- und Südamerika gegründet, der auf Spanisch mit baskischen Untertiteln sendet.

## Ethnischer Nationalismus
Die Bewahrung der baskischen Nationalität ist durch die Existenz einer autonomen Regierung sowie entsprechender Institutionen und Gesetze gesichert. Diese Formen der Selbstregierung gewährleisten das Überleben der kollektiven Identität des Baskischen. Der Gründer der baskisch-nationalistischen Untergrundorganisation Euskadi Ta Askatasuna, Julen Madariaga, vertritt das Ziel eines unabhängigen Baskenlandes mit Baskisch als alleiniger Amtssprache.

„Die Basken sind es einfach leid, immer wieder über Dinge wie Identität und Baskentum streiten zu müssen. Sie beunruhigen mehr die steigende Arbeitslosigkeit, die Wirtschaftskrise und der Eta-Terrorismus, den Ibarretxe nur halbherzig verurteilt und bekämpft. Vor allem im Erziehungswesen und in der Sprachpolitik hat die Regierung von Ibarretxe einen immer radikaleren Kurs gefahren und spanisch orientierte Basken vor den Kopf gestoßen.“

„Schließlich wäre mit einem Wandel in der Kultur- und Sprachpolitik zu rechnen. Die von oben gesteuerte Zwangsernährung mit dem Baskischen war unter Ibarretxe so forciert worden, dass im öffentlichen Dienst keine Klofrau mehr ohne Grundkurs in diesem Idiom angestellt wurde.“